# Philip Wilkinson
Philip C. Wilkinson (ur. 10 sierpnia 1947) – australijski wioślarz, olimpijczyk.
Reprezentował Australię na Letnich Igrzyskach Olimpijskich 1972, które odbyły się w Monachium.